# 293

## Evenimente
- 1 martie: Dioclețian instituie tetrarhia ca sistem de guvernare a Imperiul Roman.

## Decese
- dată necunoscută: Rufin al Bizanțului  (n. ?)